# قرة العين (المضاربة والعارة)

تعديل مصدري - تعديل

قرة العين هي إحدى قرى عزلة المضاربة بمديرية المضاربة والعارة التابعة لمحافظة لحج في اليمن، بلغ تعداد سكانها 36 نسمة حسب تعداد اليمن لعام 2004.